# Diessen
Diessen est un village néerlandais de la commune de Hilvarenbeek dans la province du Brabant-Septentrional. Le village est situé à 10 km au sud-est de Tilbourg, sur la rive gauche de la Reusel.
Dans le centre on trouve une église datant du XVe siècle ; le clocher a été construit dans un style campinois, et achevé aux alentours de 1527.

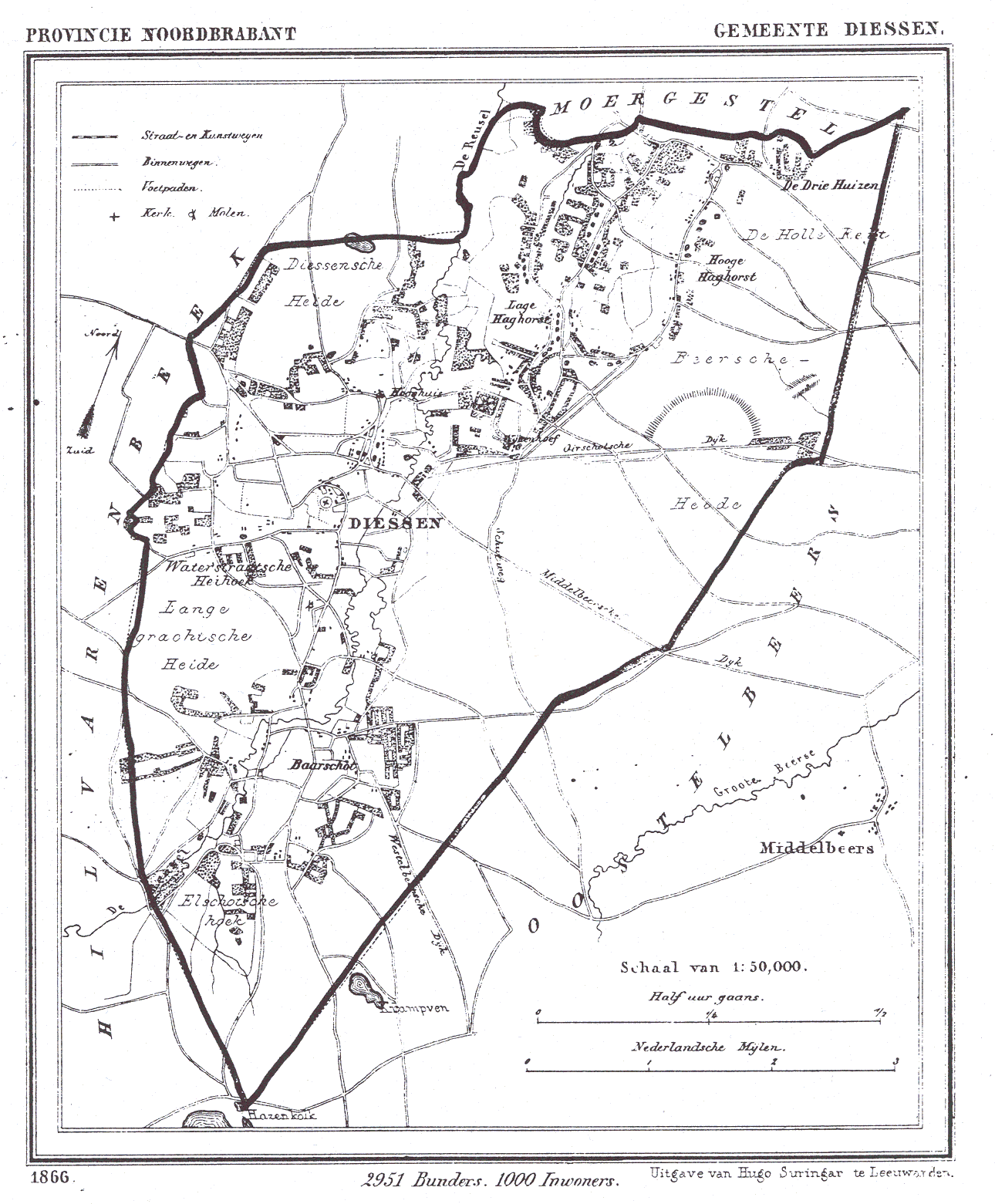
La commune de Diessen en 1866.

Jusqu'au 1er janvier 1997, Diessen fut une commune indépendante, avec les villages de Baarschot au sud et Haghorst au nord-est. Depuis cette date, Diessen fait partie de la commune de Hilvarenbeek.
En 1840, la commune de Diessen comptait 172 maisons et 1 003 habitants, dont 560 dans le bourg de Diessen, 231 à Haghorst et 212 à Baarschot.
Il est possible que Deusone puisse être identifié à Diessen. Deusone est le lieu de naissance de Postume, général gaulois qui se fit proclamer empereur en Gaule a émis des monnaies dédiées à l'Hercule de Deusone, ce qui prouverait l'existence d'un temple ou d'un culte localisé. En revanche, supposer que Postume soit né à Diessen n'est qu'un détail imaginaire du roman historique « In het licht van Omega » de Guus van Hemert.